# Біла-Велика
Біла-Велика (пол. Biała Wielka) — село в Польщі, у гміні Лелюв Ченстоховського повіту Сілезького воєводства.
Населення — 453 особи (2011).
У 1975-1998 роках село належало до Ченстоховського воєводства.

## Демографія
Демографічна структура станом на 31 березня 2011 року:
|          | Загалом | Допрацездатний вік | Працездатний вік | Постпрацездатний вік |
| -------- | ------- | ------------------ | ---------------- | -------------------- |
| Чоловіки | 227     | 37                 | 145              | 45                   |
| Жінки    | 226     | 33                 | 114              | 79                   |
| Разом    | 453     | 70                 | 259              | 124                  |